# Municipio de Honner
El municipio de Honner (en inglés: Honner Township) es un municipio ubicado en el condado de Redwood en el estado estadounidense de Minnesota. En el año 2010 tenía una población de 79 habitantes y una densidad poblacional de 8,01 personas por km².

## Geografía
El municipio de Honner se encuentra ubicado en las coordenadas 44°33′54″N 95°3′54″O / 44.56500, -95.06500. Según la Oficina del Censo de los Estados Unidos, el municipio tiene una superficie total de 9.86 km², de la cual 9,32 km² corresponden a tierra firme y (5,47 %) 0,54 km² es agua.

## Demografía
Según el censo de 2010, había 79 personas residiendo en el municipio de Honner. La densidad de población era de 8,01 hab./km². De los 79 habitantes, el municipio de Honner estaba compuesto por el 89,87 % blancos, el 3,8 % eran amerindios, el 1,27 % eran asiáticos y el 5,06 % eran de una mezcla de razas. Del total de la población el 0 % eran hispanos o latinos de cualquier raza.